# Alarp
Alarp var en herrgård i Kinda kommun (Asby socken), Östergötlands län.

## Historia
Alarp var en herrgård belägen nära vifjärden i Asby socken, Ydre härad. Gården hörde under 1300-talet under Sanna och såldes 1381 av Lafrins Philipsson till drotsen Bo Jonsson. År 1550 bode här en man vid namn Joen Pedersson. Gården tillhörde som obebyggt säteri 1683 och ännu 1700 Brita och Beata Årrhane. År 1725 tillhörde gården Anna Björnram. Gården såldes sedan av kapten Nils Andersson Stiernelodh som var gift med dotter till major Erik Årrhane till änkan Edla Catharina Ulf af Horsnäs. Tillhörde därefter genom byte och köp major Otto Magnus Drake, samt tillhörde och beboddes 1760 av hans dotterdotters man korpral Karl Ephraim Kocken. Gården ägdes 1786 av fru Kocken och 1818 av fältväbel Otto Kock. Vid denna tid hade egendomen 8 tunnor årlig utsäde, gott mulbete, fiske i Sommen samt vacker trädgård. År 1829 tillhörde Alarp den förre ägaren måg, auditören Karl Otto Hellman. Han sålde år 1839 gården till nämndeman Petter Zakrisson. Vid dennes död på 1860-talet övergick gården till arvingarna, av vilka sonen Johan Axel Petersson utlöste sina syskon 1873.  Den gamla säteribyggnaden brann upp under 1870-talet.